# Tiphobiosis kuscheli
Tiphobiosis kuscheli är en nattsländeart som beskrevs av Keith A.J. Wise 1972. Tiphobiosis kuscheli ingår i släktet Tiphobiosis och familjen Hydrobiosidae. Inga underarter finns listade i Catalogue of Life.